# ضحى عبد الرؤوف المل
ضحى عبد الرؤوف المُل هي كاتبة وروائية لبنانية، وعضو اتحاد الكتاب اللبنانيين، تعمل صحفية في جريدة اللواء اللبنانية في القسم الثقافي.

## النشأة والتعليم
ولدت في طرابلس في 1 يوليو 1967، وعاشت في حيّ حارة البقار قبل أن تهجره إثر الحرب الأهلية اللبنانية عام 1982. درست علم النفس والتربية الحضانية، وعملت في التعليم لمدة 18 عاماً، إلى جانب ممارسة مهنة التجميل 9 سنوات.

## المسيرة المهنية
بدأت الكتابة عام 2007 في جريدة الإنشاء، قبل أن تتفرغ تماماً للكتابة، وتنشر في عدد من الصحف والمجلات اللبنانية والعربية، مثل المدى، الصباح، القدس العربي، المعرفة، مجلة نزوى وغيرها. منذ 2012، تعمل في القسم الثقافي في جريدة اللواء، وتركّز كتاباتها على النقد الفني.

## الأعمال
من أبرز أعمالها الأدبية:
- الوردة العاشقة (2007)
- أماسي الغرام (2008)
- رسائل من بحور الشوق (2012)
- في قبضة الريح (مجموعة قصصية، 2016)
- زند الحجر (رواية، 2018)
- رحلة يراع (2019)
- الواعظ (رواية، 2020)
- نوريس (2023)
- تعابير غامضة، لمح بصري، توازن بصري، جذب بصري، خطف بصري (في النقد الفني)